# Aïn El Aouda
Aïn El Aouda (arabiska: عين العودة) är en stad i Marocko. Den ligger i prefekturen Skhirate-Témara och regionen Rabat-Salé-Kénitra, 24 km söder om huvudstaden Rabat. Antalet invånare var 49 816 vid folkräkningen 2014.